# Harry Daghlian

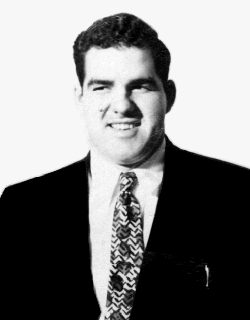
Harry Daghlian (um 1944)

Haroutune Krikor Daghlian Jr., genannt Harry Daghlian, (armenisch Հարություն Գրիգոր Դաղլյան կրտսեր Harutjun Krikor Daghljan krtner; * 4. Mai 1921 in Waterbury, Connecticut; † 15. September 1945 in Los Alamos, New Mexico) war ein US-amerikanischer Physiker armenischer Abstammung. Er gilt als das erste Opfer eines Nuklearunfalls.

## Leben
Harry Daghlian war das erste von drei Kindern von Haroutune Krikor Daghlian und dessen Frau Margaret Rose, geborene Currie. Kurz nach seiner Geburt zog die Familie nach New London (Connecticut), wo sein Vater eine Anstellung als Röntgenassistent am Lawrence & Memorial Hospital bekam. Er besuchte die Harbor Elementary School in New London und spielte im Schulorchester Violine. Daghlian entwickelte sehr früh eine Vorliebe für Mathematik und Naturwissenschaften und wurde als bester Schüler der Schule ausgezeichnet. Seine Neigungen wurden durch seinen Vater und seinen Onkel Garabed K. Daghlian, der Professor für Physik und Astronomie am Connecticut College in New London war, gefördert. 1938 erhielt Daghlian an der Bulkeley High School sein High School Diploma. Danach begann er ein Undergraduate-Studium am Massachusetts Institute of Technology. Nach zwei Jahren wechselte Daghlian an die Purdue University in West Lafayette (Indiana), wo er im Frühjahr 1942 seinen Bachelor of Science erhielt. Danach begann er ein weiterführendes Studium (graduate fellowship study).
Für das Manhattan-Projekt – die Entwicklung einer Atombombe – wurden landesweit geeignete Mitarbeiter gesucht. Robert Oppenheimer nutzte seine Kontakte zu mehreren Universitäten der Vereinigten Staaten, um Mitarbeiter für sein Projekt zu rekrutieren. Einer seiner Ansprechpartner war Marshall Holloway von der Purdue University, der im Frühjahr 1943 in Los Alamos einen Vortrag hielt. Bei dieser Gelegenheit wurden Holloway und drei Mitglieder seiner Arbeitsgruppe von Oppenheimer eingestellt. Sie begannen in Los Alamos im Herbst 1943. Daghlian kam nach Ende seines Studiums vermutlich im Frühjahr 1944 nach Los Alamos. Im Bereich TA-2, dem Omega-Gelände (Omega Site), war er zunächst in der Water Boiler Group und später in der Critical Assembly Group. Die Gruppe wurde von Otto Frisch geleitet. Daghlian arbeitete unter anderem am Zusammenbau des Kerns für den Trinity-Test, der am 16. Juli 1945 stattfand.

## Der Nuklearunfall
Eine Aufgabe der Critical Assembly Group war es, den Einfluss von verschiedenen Neutronenreflektoren auf die kritische Masse von Plutonium zu bestimmen. Die Versuche wurden in Los Alamos mit tickling the dragon’s tail (dt. „den Drachen am Schwanze kitzeln“) bezeichnet. Diese Bezeichnung stammt von Richard Feynman.
Am 21. August 1945, wenige Wochen nach den beiden Atombombenabwürfen auf Hiroshima und Nagasaki, verließ Daghlian um 21:00 Uhr die regelmäßig stattfindende Dienstagsvorlesung. Ursprünglich waren für den nächsten Tag Versuche mit einem Plutonium-Versuchskern geplant, die Daghlian – aus bis heute unbekannten Gründen – noch an diesem Abend durchführen wollte. Um etwa 21:30 Uhr erreichte Daghlian das Omega-Gelände. In dem Versuchslabor befand sich der Soldat Robert J. Hemmerly, der im Rahmen des Special-Engineering-Detachment-Programms als „Wissenschaftler in Uniform“ seinen Dienst in Los Alamos verrichtete.

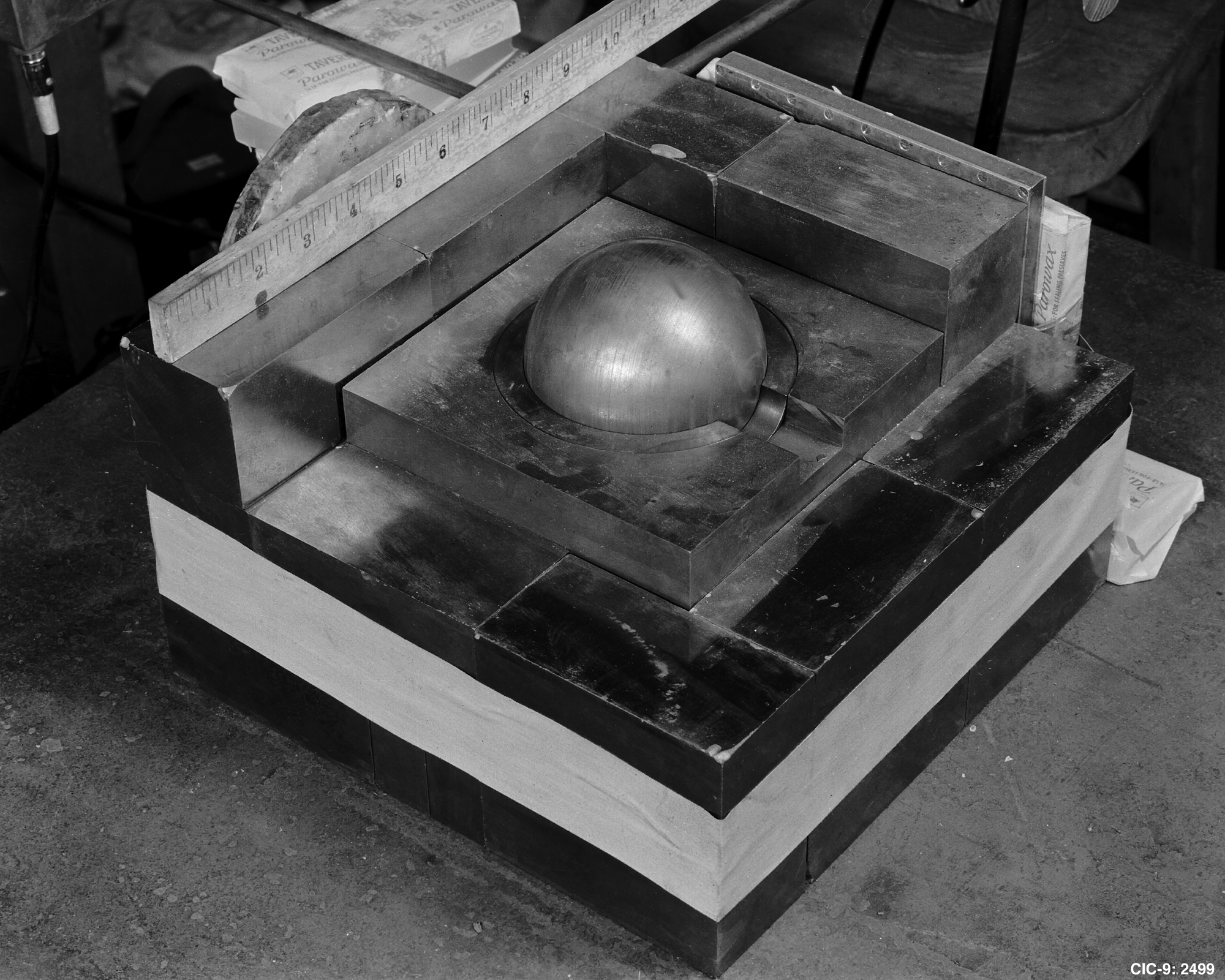
Nachbau des Versuchsaufbaus: in der Mitte die beiden Plutonium-Halbkugeln und um diese herum die Wolframcarbid-Quader zur Neutronenreflexion

Der Versuchskern – er hatte den Spitznamen „Rufus“ – bestand aus zwei Halbkugeln δ-Plutonium mit einer Gesamtmasse von 6,2 kg, die mit einer etwa 100 µm (= 4 mils) starken Nickelschicht überzogen waren. Die Dichte des Plutoniums betrug 15,7 g/cm³. Daghlian stapelte um die Plutoniumkugel Quader aus Wolframcarbid, die die von dem Plutonium abgegebenen Neutronen reflektierten. Jeder Quader hatte eine Masse von etwa 4,4 kg.
Als Daghlian um 21:55 Uhr mit der linken Hand den letzten Quader über den Aufbau bewegte – die gesamte Reflektormasse hätte mit diesem Quader 236 kg betragen – stellte er mit Hilfe des Neutronenzählers fest, dass dieser Quader den Aufbau überkritisch gemacht hätte. Als er daraufhin seine Hand zurückzog, entglitt ihm der Quader und fiel in das Zentrum des Aufbaus. Dadurch wurde die Reflexion der Neutronen schlagartig erhöht, und das System wurde „prompt überkritisch“. Es erfolgte eine Leistungsexkursion, und Daghlian entfernte den Quader instinktiv sofort mit seiner rechten Hand, die von einem bläulichen Leuchten eingehüllt war. Danach begann er mit dem Abbau der Quader.
Eine Studentin fuhr Daghlian anschließend in das Los Alamos Hospital, wo er innerhalb einer halben Stunde eintraf, während Hemmerly einen Sergeant alarmierte. Dabei spürte Daghlian zunächst eine Taubheit in der Hand, die durch ein Prickeln abgelöst wurde. Infolge der Strahlenkrankheit verschlimmerte sich sein Zustand ständig. Im Hospital wurde Daghlian täglich von seinem Freund Louis Slotin besucht. Slotin war promovierter Physiker und arbeitete ebenfalls in Frischs Gruppe.
Einige Tage vor seinem Tod fiel Daghlian in ein Koma. Am 15. September 1945 verstarb er um 16:30 Uhr im Alter von 24 Jahren an den Folgen der Strahlenkrankheit.
Die New York Times veröffentlichte am 21. September 1945 eine Meldung von Associated Press, wonach sechs Tage zuvor ein „Arbeiter seinen Verbrennungen erlag, die er sich bei einem Industrieunfall (industrial accident) zuzog“. Die wahren Unfallgründe und der Unfallablauf wurden erst 1956 bekannt, da sie zunächst als Kriegsgeheimnis eingestuft wurden.
Bei diesem Unfall fanden ungefähr 1016 Kernspaltungen statt, die bei Daghlian zu einer geschätzten Strahlendosis von 5,1 Sievert führten. Robert J. Hemmerly erhielt dabei eine Strahlendosis von etwa 0,5 Sievert. Die Nickelummantelung des Plutoniumkerns überstand den Unfall ohne Risse. Am 2. Oktober 1945 wurde Daghlians Unfall am Los Alamos National Laboratory rekonstruiert, um die freigesetzte Strahlendosis zu ermitteln. In diesem Versuch wurden 6·1015 Kernspaltungen gemessen. Der prompt überkritische Zustand wurde dabei allerdings nicht erreicht.
Am 21. Mai 1946 führte Louis Slotin mit denselben Plutonium-Halbkugeln ein Experiment durch. Durch ein Missgeschick wurde auch Slotin schwer verstrahlt und verstarb am 30. Mai 1946 ebenfalls an der Strahlenkrankheit. Der Versuchskern erhielt daraufhin den Namen Demon Core.